# Alafia microstylis
Alafia microstylis är en oleanderväxtart som beskrevs av Karl Moritz Schumann. Alafia microstylis ingår i släktet Alafia och familjen oleanderväxter. Inga underarter finns listade i Catalogue of Life.